# Église Saint-Bonnet de Saint-Bonnet-sur-Gironde
L'église Saint-Bonnet est une église catholique située sur le territoire de la commune de Saint-Bonnet-sur-Gironde, dans la partie méridionale du département de la Charente-Maritime, dans le diocèse de La Rochelle et Saintes.

## Historique
Construite au XIIe siècle, elle est remaniée à plusieurs reprises par la suite, notamment au XVIIe siècle, où elle se voit adjoindre une nef supplémentaire.

## Description

### Façade
La façade de l'église Saint-Bonnet témoigne des remaniements effectués au fil des siècles, qui font de celle-ci un édifice hétéroclite. En effet, cette façade comporte une nette différence entre le côté gauche et le côté droit. Les deux porches, bien que de géométries identiques, sont de tailles différentes. L'assemblage de droite est composé de gros blocs ajustés, l'assemblage de gauche est quant à lui composé de petits blocs. Nous pourrions penser par son aspect que le côté gauche est plus ancien, cependant, la vue intérieure de l'église montre que le côté droit, ouvert par le grand porche, était à l'origine la partie ancienne de l'église. Ce point est aussi visible sur la façade au niveau de la toiture. La façade de l'église de Saint-Bonnet était autrefois flanquée de deux arbres, sans doute des oliviers. La croix sise entre les deux porches aurait été brisée par la chute d'un des deux arbres lors d'une tempête.

### Intérieur

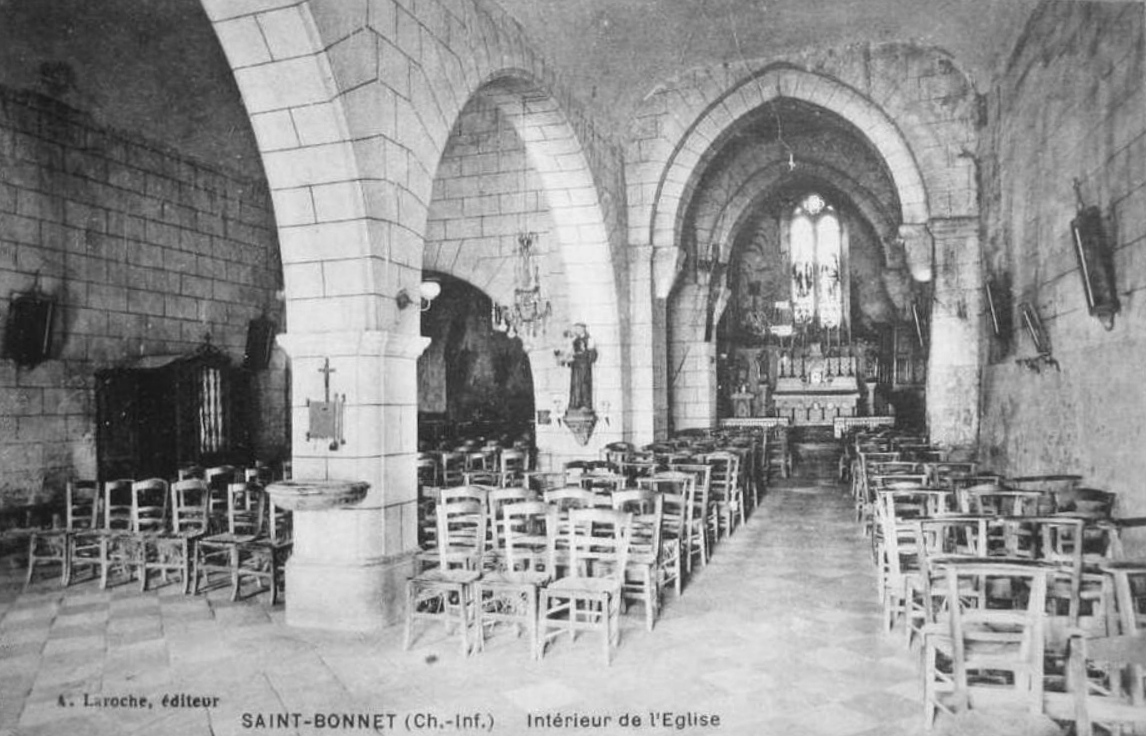
Vue intérieure de l'église au début du XX.

L'intérieur de l'église est assez austère. Cette dernière a fait l'objet de travaux de grande ampleur qui se sont achevés en septembre 2011. Une partie des lattis de la toiture et quelques charpentes étaient atteintes et ont dû être restaurées. Les matériaux utilisés pour sa réalisation semblent être pour ce qui concerne le rembourrage, du calcaire local, en outre la pierre de taille est constituée d'un calcaire plus fin ne semblant pas provenir du lieu. Pour ce qui concerne l'aspect esthétique, le clocher revêt plus la forme d'un donjon quadrangulaire fortifié de l'époque de la guerre de Cent Ans, que d'une fine et belle flèche élancée. L'ensemble de la construction, mis à part les remaniements successifs, donne l'impression d'une maison forte à l'instar des églises massives du Nord-Cotentin. Le porche ne revêt pas non plus l'aspect travaillé et richement décoré des églises romanes de la région, mais une simplicité apparenté à la rigueur protestante. L'église abrite un tableau de Mme Beaufils représentant saint Jean acquis par transfert successif depuis l'église de Coux en 1842, puis Montendre en 1843 et enfin Saint-Bonnet en 1844.

## Galerie de photos

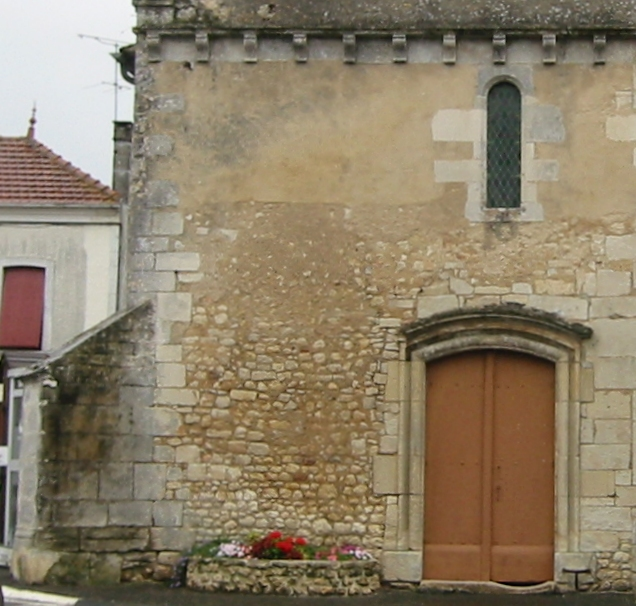
Façade : partie gauche (XVIIe siècle).
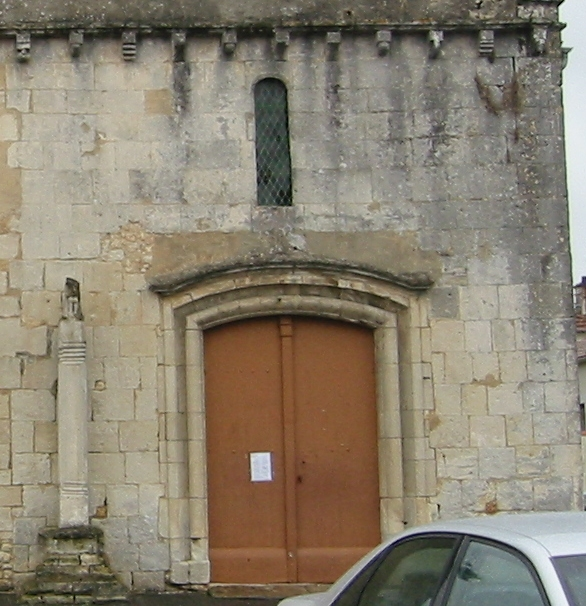
Façade : partie droite (XIIe siècle).
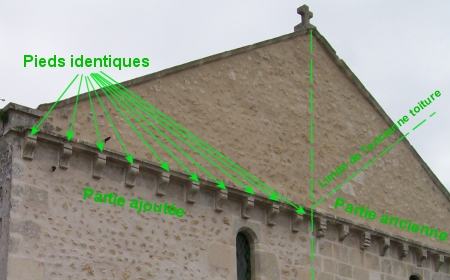
Façade : détail.

## Note
1. ↑  Saint-Bonnet-sur-Gironde sur la base Arcade du ministère de la Culture